# Нешвил (Мичиген)
Нешвил (енгл. Nashville) град је у америчкој савезној држави Мичиген.

## Демографија
По попису из 2010. године број становника је 1.628, што је 56 (-3,3%) становника мање него 2000. године.
| Група             | 2000.         | 2010.         |
| Белци             | 1.632 (96,9%) | 1.555 (95,5%) |
| Афроамериканци    | 0 (0,0%)      | 3 (0,2%)      |
| Азијати           | 6 (0,4%)      | 6 (0,4%)      |
| Хиспаноамериканци | 15 (0,9%)     | 35 (2,1%)     |
| Укупно            | 1.684         | 1.628         |